# Lastenia Gamarra Menéndez
Clara Lastenia Gamarra y Menéndez (Guayaquil, 1890 - ibídem, 1951) fue la tercera y última esposa del presidente ecuatoriano Emilio Estrada, y por tanto es reconocida como primera dama de la nación, título que ocupó entre el 1 de septiembre y el 21 de diciembre de 1911.
Contrajo matrimonio con su prometido en una ceremonia, tanto civil como religiosa, celebrada en su casa de Guayaquil la noche del 1 de abril de 1911, fueron padrinos de la pareja el general Eloy Alfaro Delgado, presidente de la República, y Josefa Menéndez viuda de Gamarra, madre de la novia. Entre los testigos se encontraban Pedro Miller, Isidro Icaza, Juan Ilingworth y el también futuro presidente, Alfredo Baquerizo Moreno.
Acompañó a su esposo durante sus últimos meses de vida, y después de que este muriera en el ejercicio del poder el 21 de diciembre de 1911, debió abandonar Carondelet y convertirse en la tutora de sus tres hijastros: Víctor, Francisca Amalia y María Luisa Estrada y Sciaccaluga.